# Beata Heuer-Christen
Beata Heuer-Christen (* 27. Februar 1935 in Bern) ist eine schweizerisch-deutsche  Konzertsängerin (Stimmlage Sopran) und Gesangspädagogin.

## Leben und Wirken
Beata Heuer-Christen ist die Tochter des Geigers und Mitglied des Berner Sinfonieorchesters, Cäsar Christen, und Greti Christen-Schiffmann, ebenfalls Geigerin im Berner Sinfonieorchester und Primaria des Schiffmann-Quartetts.
Beata Heuer-Christen studierte Gesang in Bern bei Maria Helbling, in Freiburg bei Margarethe von Winterfeldt sowie in Zürich bei Dorothea Ammann-Goesch und war Preisträgerin internationaler Wettbewerbe. Nach ihrem Studium war sie zunächst als klassische Konzertsängerin in Oratorien, Liederrezitals, Funk- und Fernsehaufnahmen in verschiedenen Ländern tätig. Dabei lag ihr Schwerpunkt im Bereich Neuer Musik. Sie war Interpretin in Uraufführungen u. a. unter Arturo Tamayo, Hans Zender und Wolfgang Fortner.   
Seit 1962 war sie Lehrbeauftragte und von 1980 bis 2005 Professorin für Gesang an der Musikhochschule Freiburg. Darüber hinaus gab sie Meisterkurse in den Fachbereichen Oratorium, Oper und Lied.   
Unter ihren Schülern finden sich Preisträger nationaler und internationaler Wettbewerbe sowie Konzertsänger bzw. Sänger mit Engagements an Opernhäusern von Paris, München, Hamburg, Wien, Dresden, Leipzig, Bern, Genf und Basel. Darunter u. a. Maria Bengtsson, Rachel Harnisch, Bernhard Richter, Clemens Morgenthaler, Benoît Haller und Markus Flaig. Einige ihrer Schüler unterrichten heute als Professoren an den Musikhochschulen Bern und Freiburg.   
Heuer-Christen war mit dem Pianisten und Gymnasiallehrer Friedrich Heuer (1935–2009) verheiratet und hat zwei Töchter. Sie lebt in der Nähe von Freiburg im Breisgau.